# Francis Obikwelu
Francis Obiorah Obikwelu (né le 22 novembre 1978 à Onitsha) est un athlète nigérian naturalisé portugais, spécialiste du 100 et du 200 mètres. De 2004 à 2021, il codétient le record d'Europe du 100 m avec le Français Jimmy Vicaut en 9 s 86.

## Biographie

### L'éclosion d'un pur talent dans un contexte difficile
Après avoir participé avec le Nigeria aux Championnats du monde junior qui se déroulent en 1994 à Lisbonne au Portugal, il décide de s'installer à Lisbonne. Le jeune Francis vit tout d'abord en tant que clandestin au Portugal. Dans un premier temps refusé dans les clubs d'athlétisme, il rejoint CF Belenenses après avoir travaillé dans le bâtiment. Il reprend ensuite contact avec son pays d'origine. Il est ainsi sélectionné pour les Jeux olympiques 1996 à Atlanta, puis pour les Championnats du monde junior de Sydney en 1996 où il remporte les deux titres du 100 et 200 mètres. Il concourt encore pour son pays d'origine, obtenant une médaille d'argent au relais 4 × 100 m avec ses compatriotes nigérians Osmond Ezinwa, Olapade Adeniken et Davidson Ezinwa (38 s 07) lors des Championnats du monde d'athlétisme 1997 à Athènes. Lors des mondiaux 1999 à Séville, il remporte avec Innocent Asonze, Deji Aliu et Daniel Effiong une médaille de bronze lors du relais 4 × 100 m, médaille qui sera finalement retirée en 2005 en raison d'un test positif en juin 1999 de Innocent Asonze.

### 2000-2002: nouvelle nationalité, nouveaux succès
Blessé au ménisque aux Jeux olympiques 2000 à Sydney, il est abandonné par sa fédération qui le considère comme fini. Il est éliminé en demi-finale du 200 mètres terminant 7e de sa course en 20 s 71, avec le plus mauvais temps de réaction (0,241 s) des deux demis. Il choisit de courir pour sa patrie d'adoption et il devient citoyen portugais en 2001.
Il devient vice-champion d'Europe 2002 à Munich et récupère le titre de champion après déclassement de Dwain Chambers pour dopage. Mais il subit une nouvelle blessure lors des Championnats du monde d'athlétisme 2003 à Paris Saint-Denis avec une sciatique et échoue au premier tour.

### JO 2004: de l'ombre à la lumière

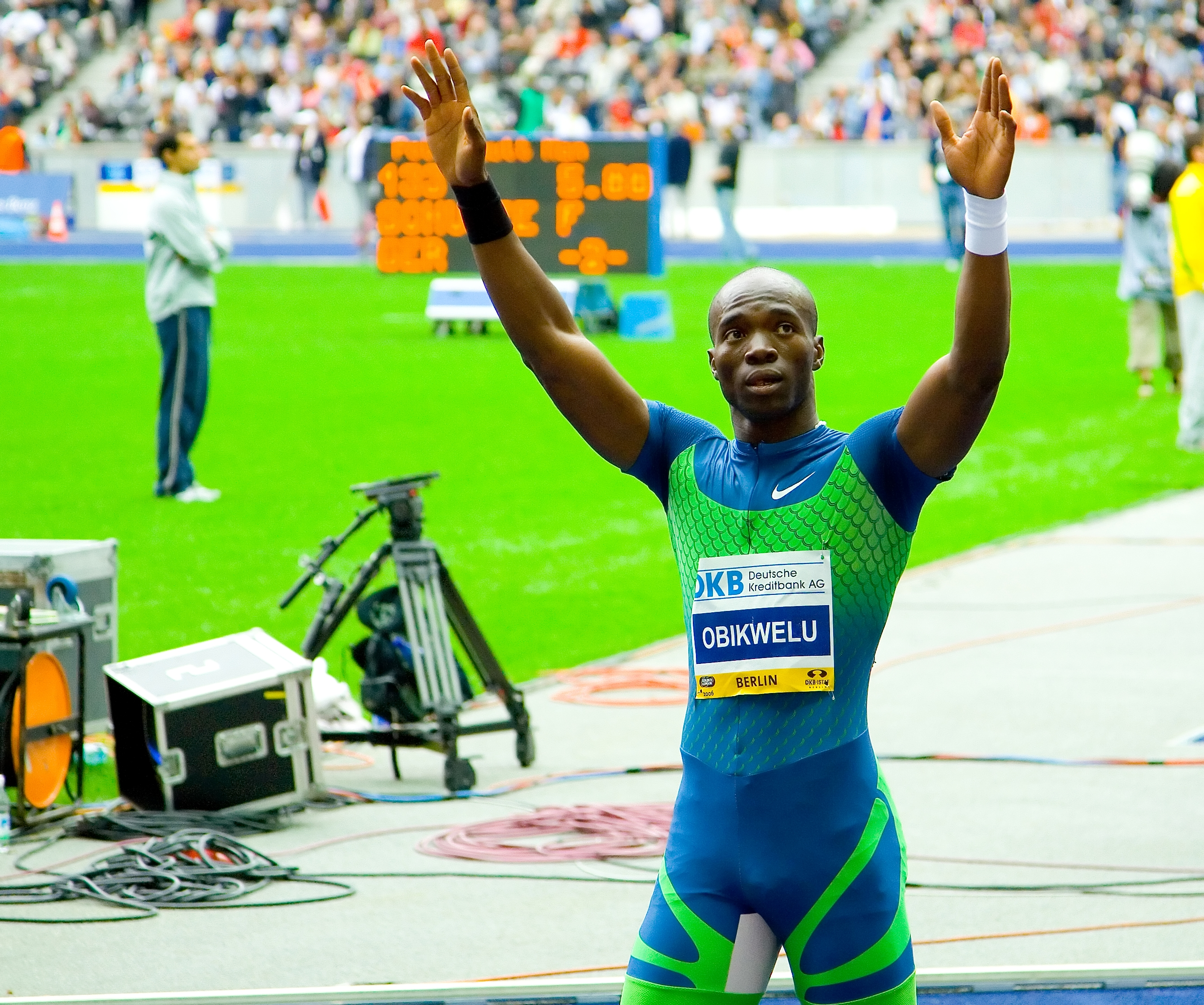
Francis Obikwelu en 2006 lors du meeting de Berlin

Après un changement d'entraîneur, qui le fait travailler moins pour soulager un corps martyrisé par ses travaux en bâtiment et exercer sa technique de manière différente, il obtient le 22 août 2004 une médaille d'argent lors des Jeux olympiques 2004 à Athènes en battant en finale le vieux record d'Europe de Linford Christie de 9 s 87 réalisé aux Championnats du monde de 1993 à Stuttgart. Il est devancé par Justin Gatlin (9 s 85) et précède Maurice Greene (9 s 87). Quelques jours plus tard lors de la finale du 200 mètres, il doit se contenter d'une cinquième place (20 s 14) derrière les trois américains Shawn Crawford, Bernard Williams, Justin Gatlin et le Namibien Frank Fredericks, 4e en 20 s 14 également.
Lors des Championnats du monde 2005 d'Helsinki, il échoue en 10 s 07 aux pieds du podium derrière Justin Gatlin (9 s 88), Michael Frater (10 s 05) et Kim Collins (10 s 05).

#### 2006, le double sacre européen
L'année suivante, aux Championnats d'Europe 2006 à Göteborg (Suède) il conserve son titre sur 100 m et réalise un doublé rarissime en enlevant également le 200 m. Le sprinter portugais a été désigné athlète européen de l'année 2006 par l'Association européenne d'athlétisme.

### Déception aux JO 2008
Le 16 août 2008, il participe aux demi-finales du 100 m des Jeux olympiques 2008 à Pékin mais échoue à la 6e place de sa demi-finale en 10 s 10 tout comme Tyson Gay, 5e en 10 s 05. Obikwelu annonce son retrait des compétitions d'athlétisme après son échec dans la poursuite de son objectif de qualification à la finale du 100 m aux Jeux olympiques 2008 à Pékin, mais il revient sur sa décision compte tenu de sa dernière année de contrat avec son club. Francis Obikwelu remporte le 100 m des Jeux Lusophones de juillet 2009 en 10 s 18.

### Le baroud d'honneur du jeune retraité aux championnats d'Europe 2010

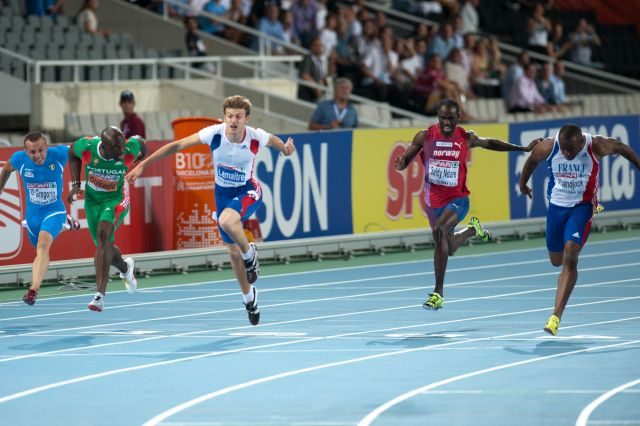
Arrivée de la finale du 100 mètres lors des Championnats d'Europe d'athlétisme 2010 à Barcelone (à gauche)

Il prend part aux championnats d'Europe 2010 à Barcelone et se qualifie pour la finale du 100 m. Il échoue néanmoins au pied du podium et ne conserve pas son titre malgré son meilleur temps de la saison (10 s 18). Le second, l'Anglais Mark Lewis-Francis, termine également en 10 s 18 tout comme les troisième et cinquième. Quatre sprinteurs sont ainsi départagés au millième dont Francis Obikwelu. Il ne participera pas aux épreuves du 200 m mais fera partie du relais 4 × 100 m portugais avec Ricardo Monteiro, Arnaldo Abrantes et João Ferreira qui finira à la 6e place dans un temps de 38 s 88.
En octobre 2010, il annonce avoir finalement décidé de continuer sa carrière. En février 2011 à Paris-Bercy, il remporte en 6 s 53 (EL et CR) le 60 m au Championnat d'Europe en salle devant le tenant du titre Dwain Chambers (6 s 54) et Christophe Lemaitre (6 s 58). La suite de sa saison, en plein air, est plus compliquée avec des performances nettement en deçà de ses meilleurs chronos. Blessé à un pied, il renonce à participer aux Mondiaux de Daegu du 27 août au 4 septembre 2011.
Le 16 août 2014 à Zurich, il bat le record du Portugal du relais 4 × 100 m en 38 s 79, avec ses coéquipiers Diogo Antunes, Yazaldes Nascimento et Arnaldo Abrantes. Ils se qualifient pour la finale, mais n'y terminent pas la course.
Le 1er août 2015, il bat en 38 s 65 à Rieti le record du Portugal du relais 4 × 100 m, avec ses coéquipiers André Costa, Yazaldes Nascimento et Arnaldo Abrantes.
Il met un terme à sa carrière en 2015, et devient entraîneur.

## Palmarès
| Date                     | Compétition                       | Lieu      | Résultat | Épreuve   | Temps   |
| ------------------------ | --------------------------------- | --------- | -------- | --------- | ------- |
| Représentant le Nigeria  |                                   |           |          |           |         |
| 1996                     | Championnats du monde juniors     | Sydney    | 1er      | 100 m     | 10 s 21 |
| 1996                     | Championnats du monde juniors     | Sydney    | 1er      | 200 m     | 20 s 47 |
| 1997                     | Championnats du monde en salle    | Paris     | 3e       | 200 m     | 21 s 10 |
| 1997                     | Championnats du monde             | Athènes   | 2e       | 4 × 100 m | 38 s 11 |
| 1999                     | Championnats du monde en salle    | Maebashi  | 4e       | 200 m     | 20 s 85 |
| 1999                     | Championnats du monde             | Séville   | 3e       | 200 m     | 20 s 11 |
| 1999                     | Finale du Grand Prix              | Munich    | 3e       | 200 m     | 20 s 12 |
| 2001                     | Finale du Grand Prix              | Melbourne | 3e       | 200 m     | 20 s 52 |
| Représentant le Portugal |                                   |           |          |           |         |
| 2002                     | Championnats d'Europe             | Munich    | 1er      | 100 m     | 10 s 06 |
| 2002                     | Championnats d'Europe             | Munich    | 2e       | 200 m     | 20 s 21 |
| 2002                     | Finale du Grand Prix              | Paris     | 3e       | 100 m     | 10 s 03 |
| 2002                     | Coupe du monde des nations        | Madrid    | 3e       | 100 m     | 10 s 09 |
| 2002                     | Coupe du monde des nations        | Madrid    | 1er      | 200 m     | 20 s 18 |
| 2004                     | Championnats du monde en salle    | Budapest  | 6e       | 60 m      | 6 s 60  |
| 2004                     | Jeux olympiques                   | Athènes   | 2e       | 100 m     | 9 s 86  |
| 2004                     | Jeux olympiques                   | Athènes   | 5e       | 200 m     | 20 s 14 |
| 2004                     | Finale mondiale                   | Monaco    | 2e       | 100 m     | 10 s 10 |
| 2004                     | Finale mondiale                   | Monaco    | 4e       | 200 m     | 20 s 58 |
| 2005                     | Championnats du monde             | Helsinki  | 4e       | 100 m     | 10 s 07 |
| 2006                     | Championnats d'Europe             | Göteborg  | 1er      | 100 m     | 9 s 99  |
| 2006                     | Championnats d'Europe             | Göteborg  | 1er      | 200 m     | 20 s 01 |
| 2006                     | Finale mondiale                   | Stuttgart | 4e       | 100 m     | 10 s 02 |
| 2006                     | Finale mondiale                   | Stuttgart | 4e       | 200 m     | 20 s 26 |
| 2006                     | Coupe du monde des nations        | Athènes   | 2e       | 100 m     | 10 s 09 |
| 2006                     | Coupe du monde des nations        | Athènes   | 4e       | 200 m     | 20 s 36 |
| 2007                     | Finale mondiale                   | Stuttgart | 4e       | 100 m     | 10 s 17 |
| 2009                     | Championnats d'Europe par équipes | Leiria    | 2e       | 100 m     | 10 s 20 |
| 2009                     | Championnats d'Europe par équipes | Leiria    | 4e       | 4 × 100 m | 39 s 02 |
| 2010                     | Championnats d'Europe par équipes | Budapest  | 2e       | 100 m     | 10 s 28 |
| 2010                     | Championnats d'Europe par équipes | Budapest  | 1er      | 4 × 100 m | 39 s 13 |
| 2010                     | Championnats d'Europe             | Barcelone | 4e       | 100 m     | 10 s 18 |
| 2010                     | Championnats d'Europe             | Barcelone | 6e       | 4 x 100 m | 38 s 88 |
| 2011                     | Championnats d'Europe en salle    | Paris     | 1er      | 60 m      | 6 s 51  |
| 2011                     | Championnats d'Europe par équipes | Stockholm | 3e       | 100 m     | 10 s 22 |
| 2011                     | Championnats d'Europe par équipes | Stockholm | 6e       | 4 × 100 m | 39 s 43 |
| 2012                     | Championnats d'Europe             | Helsinki  | 6e       | 4 × 100 m | 39 s 96 |
| 2014                     | Championnats d'Europe par équipes | Tallinn   | 1er      | 4 × 100 m | 39 s 60 |
| 2014                     | Championnats d'Europe             | Zurich    | finale   | 4 × 100 m | DNF     |
| 2015                     | Championnats d'Europe par équipes | Heraklion | finale   | 4 × 100 m | DQ      |

## Records personnels
| Épreuve   | Performance | Lieu    | Date         | Notes              |
| --------- | ----------- | ------- | ------------ | ------------------ |
| 60 m      | 6 s 53      | Paris   | 6 mars 2011  | Record du Portugal |
| 100 m     | 9 s 86      | Athènes | 22 août 2004 | Record d'Europe    |
| 200 m     | 19 s 84     | Séville | 25 août 1999 | Record du Nigeria  |
| 4 × 100 m | 37 s 94     | Athènes | 9 août 1997  | Record d'Afrique   |

## Vie personnelle
Fils d'un policier chrétien, il est membre de l'ethnie Igbos ligbo, groupe minoritaire du sud-est du Nigéria qui a vu éclore de bons sprinteurs, comme Chidi Imoh, Davidson Ezinwa ou encore Mary Onyali.